# (481482) 2007 CA19
2007 سي أي 19 (ويعرف أيضًا باسم (481482) 2007 سي أي 19 وفق تسمية الكوكب الصغير) (بالإنجليزية: 2007 CA19)‏ هو كويكب ضمن حزام الكويكبات؛ وترتيبه 481482 من حيث الاكتشاف.
اكتُشف هذا الجُرم الفلكي بواسطة ماسح السماء كاتالينا في 11 فبراير 2007.

## وصلات خارجية
- (481482) 2007 CA19 في قاعدة بيانات مختبر الدفع النفاث لأجرام النظام الشمسي الصغيرة

- الاكتشاف · مخطط المدار ·  العناصر المدارية · المعلمات المادية

- (481482) 2007 CA19 على موقع ويكي سكاي: DSS2, SDSS, GALEX, IRAS, Hydrogen α, X-Ray, Astrophoto, Sky Map, Articles and images